# Happy End (svensk film, 1999)
Happy End är en svensk dramafilm från 1999 i regi av Christina Olofson och med manus av Soni Jörgensen. I rollerna ses bland andra Harriet Andersson, Stefan Norrthon och Robert Jelinek.

## Handling
Musikern Lukas blir utkastad hemifrån av sin flickvän. Han lånar pengar av sin far mot ett löfte om att han ska hjälpa till i dennes bilverkstad. Han bryter dock löftet och reser i stället till Gotland.

## Om filmen
Inspelningen ägde rum mellan 1 augusti och 30 september 1998 i Stockholm och på Gotland. Olofson var producent, Robert Nordström fotograf och Johan Zachrisson kompositör. Filmen klipptes ihop av Stefan Sundlöf och premiärvisades den 10 september 1999 på ett flertal biografer runt om i Sverige.
Filmen ett övervägande negativt mottagande av recensenterna och sveks även av biopubliken. Detta resulterade i en ekonomiskt förlust för Olofson som satsat 1 000 000 svenska kronor ur egen ficka i projektet.
Andersson nominerades till en Guldbagge 2000 för sina skådespelarinsatser i filmen.
Happy End har visats i SVT, bland annat 2018, 2019 och i februari 2021.

## Rollista
- Harriet Andersson – Marja Levander
- Stefan Norrthon – Lukas Trulsson
- Robert Jelinek – Greger Viktorsson
- Alexander Skarsgård – Bamse Viktorsson
- Rebecka Hemse – Lisa
- Pär Ericson – Lukas pappa
- Med Reventberg – Lukas mamma
- Elin Gradin – Lukas flickvän
- Miroslav Ozanic – militär
- Mats Garb – militär
- Lena Ringqvist – flicka i baren
- Lotta Karlge – flicka i baren
- Niña Mattson – flicka på strandfesten
- Karin Hållsten – flicka på strandfesten
- Karin Westholm – flicka på strandfesten
- Teresa Frid – eldslukaren
- Mats Sundberg – polisen
- Axel Widegren – den lilla pojken
- Bengt Boström – pappan
- Ingela Flinta – mamman
- Gertrud Jakobsson – mackexpediten
- Pernilla Halling – varuhusexpediten
- Lars Broman – fiskaren
- Harriet Bager – damen på färjan